# Парагвайський песо
Пе́со — валюта Парагваю в1856-1944, яка прийшла на зміну реалу за ставкою 8 реалів = 1 песо.
До 1870 курс песо розділений на 8 реалів. Пізніше 100 сентімо = 1 песо. Назва підрозділу була змінена на сентаво в 1874.
Песо замінено у 1944 гуарані в розмірі сто до одного.